# 葬送行進曲
葬送行進曲（そうそうこうしんきょく）は、葬儀において遺体を墓地まで搬送するときの行進（葬送）をモデルとして作曲された行進曲である。
通常、葬送行進曲は、やや遅めの速度で、2拍子で書かれる。拍子の中を3分割（6/8拍子など）することは避けられ、2のべき乗に分割される。葬送行進曲は死のイメージと直結するため、明るく華やかな長調は避けられ、主に短調で書かれることが多い。
有名な曲で特定人物の葬儀のために作曲されたものは少ない。しかし、これらの曲は実際の葬儀において用いられることもあり、時には著名人の葬儀において、葬列とともに行進する吹奏楽団がショパンやベートーヴェンの葬送行進曲を演奏するような例もみられる。

## 主な葬送行進曲
- ヘンデル - オラトリオ『サウル』HWV 53：第3幕の葬送行進曲。
- モーツァルト - フリーメイソンのための葬送音楽K.477 (479a)
- ベートーヴェン - ピアノソナタ第12番：第3楽章
- ベートーヴェン - 交響曲第3番「英雄」：第2楽章  演奏例
- ショパン - ピアノソナタ第2番：第3楽章  演奏例
- ショパン - 葬送行進曲ハ短調Op.72-2
- ベルリオーズ - 『ハムレット』の最後の場面のための葬送行進曲（合唱曲集『トリスティア』第3曲）
- ベルリオーズ - 葬送と勝利の大交響曲：第1楽章
- メンデルスゾーン  - 劇付随音楽『夏の夜の夢』：葬送行進曲
- メンデルスゾーン  - 無言歌集第5巻：第3曲「葬送行進曲」  演奏例
- グノー - 操り人形の葬送行進曲
- アルカン - 独奏ピアノのための交響曲Op.39-5：第2楽章
- ワーグナー - ジークフリートの葬送行進曲（『神々の黄昏』第3幕）
- グリーグ - リカール・ノールロークのための葬送行進曲
- マーラー - 交響曲第1番：第3楽章  演奏例
- マーラー - 交響曲第2番：第1楽章
- マーラー - 交響曲第5番：第1楽章
- フォーレ - 葬送の歌（チェロソナタ第2番第2楽章に改作される）
- エルガー - 劇付随音楽『グラーニアとディアーミッド』：葬送行進曲
- エッケルト - 「哀之極」（かなしみのきわみ）（吹奏楽曲。『哀の極』、『哀の曲』とも記される。大喪の礼に用いられる）
- コダーイ - 「戦争とナポレオンの敗北」（オペラ・組曲『ハーリ・ヤーノシュ』）
- ウォルトン - 映画『ハムレット』の音楽：フィナーレ（葬送行進曲）
- ブリテン - フランク・ブリッジの主題による変奏曲：第8変奏
- ショスタコーヴィチ - 弦楽四重奏曲第15番: 第5部